# GenGIS
GenGIS ist eine freie und Open-Source-Software für die Geo- und Bioinformatik.
GenGIS ist für den Umgang mit großen Datensätzen aus Ökologie und (Phylo)-Genetik sowie die Integration von Landkarten geschaffen. Bezüglich Landkarten werden Vektordaten und Rasterdaten unterstützt, was sowohl Karten der Initialtopologie um 3D-Terrain zu visualisieren beinhaltet als auch georeferenzierte Bilddateien für Satellitenbilder. Es ist möglich, geografische Achsen zu testen die mit Wanderungsrouten korrespondieren. In einer optionalen Datei können Taxonomien oder molekulare Funktionen gespeichert werden um Sequenzdaten abzubilden.
Eigene Skripte zur Datenanalyse können innerhalb von GenGis mit Python und R ausgeführt werden. Bereits enthaltene Funktionen der Statistik umfassen Regressionsanalyse, den Mantel-Haenszel-Test, die Berechnung der Alpha-Diversität und die Visualisierung von Matrizen mit hervorgehobenen Paarvergleichen.